# 树黄耆
树黄耆（学名：Astragalus dendroides）为豆科黄芪属的植物。分布在中亚、哈萨克斯坦以及中国大陆的新疆等地，生长于海拔1,100米的地区，多生长于山地阳处草地中，目前尚未由人工引种栽培。